# Origem da fala
A origem da fala é um problema decorrente da origem da linguagem que remonta ao desenvolvimento fisiológico dos órgãos da fonação humana, como a língua, os lábios e outros pontos de articulação usados para produzir unidades fonológicas em todas as línguas naturais.
Embora relacionado ao problema mais geral da origem da linguagem, a evolução da capacidade de fala distintamente humana tornou-se uma área distinta e em muitos aspectos separada da pesquisa científica. Este assunto separa-se porque a linguagem não é necessariamente falada: pode ser também sinalizada ou escrita. A fala é, neste sentido, facultativa, ainda que seja a modalidade padrão para o desenvolvimento da linguagem.
Há registros científicos de que espécies primatas, como os macacos e humanos, desenvolveram mecanismos especializados para produzir som com o intuito comunicacional e/ou interacional. Por outro lado, não há comprovação de que algum macaco ou símio usa uma língua para tais fins. O uso da língua, lábios e outras partes do sistema respiratório coloca a fala humana numa categoria distinta das demais espécies, tornando sua emergência evolutiva um desafio teórico a muitos biólogos e linguistas.